# Енглези
Енглези (енгл. English people) су нација и етничка група, који се везује првенствено за Енглеску и енглески језик. Домородни су за подручје Енглеске. Највећа популација Енглеза обитава у Енглеској, највећој конститутивној држави Уједињеног Краљевства.
Као етничка група, Енглези воде порекло првенствено од Англосаксонаца, Романо-Британаца, данских Викинга који су формирали Дејнло у доба Алфреда Великог и Нормана. Назив Енглеска потиче од Англа.